# Transport d'électricité de Lauffen à Francfort-sur-le-Main

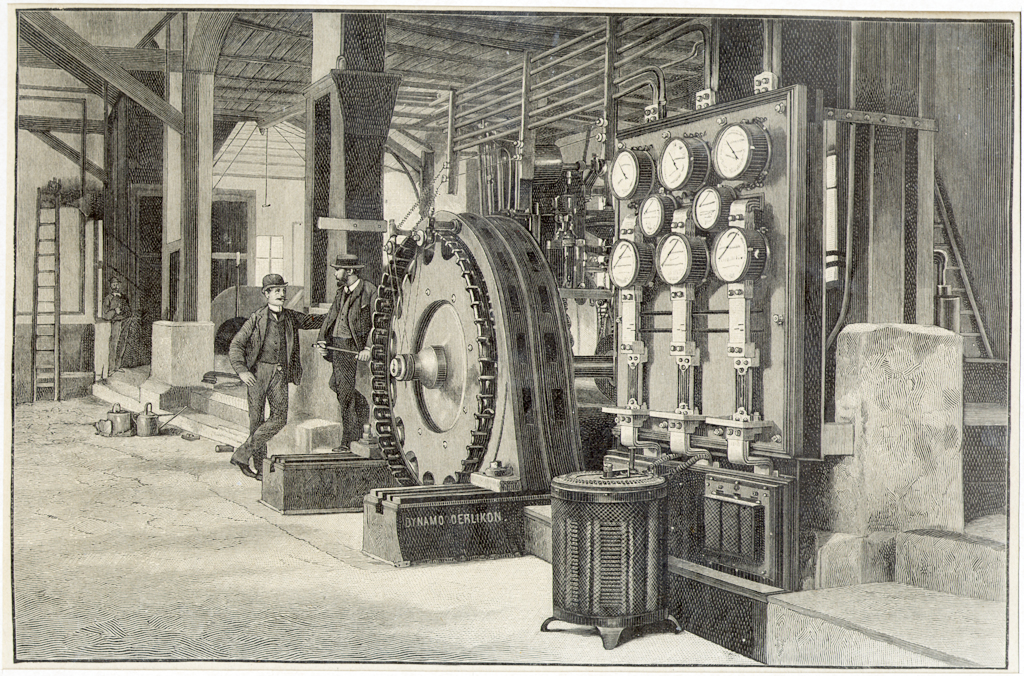
Générateur de courant alternatif triphasé à Lauffen, à côté du tableau de distribution, avec des transformateurs triphasés.

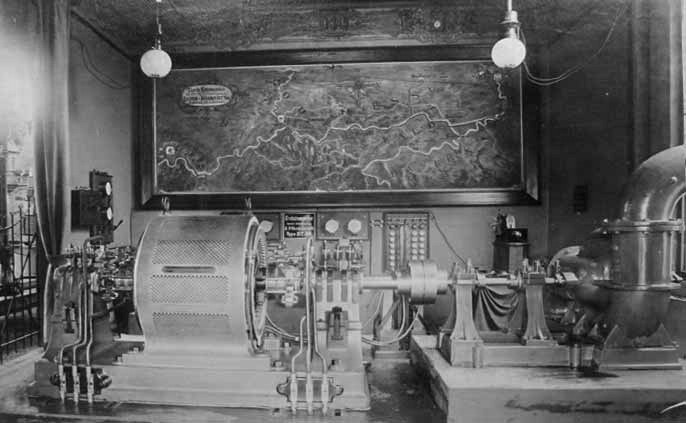
Moteur à courant alternatif de Francfort couplé à une pompe

Le transport d'électricité de Lauffen à Francfort-sur-le-Main a été le tout premier transport d'électricité utilisant le courant alternatif,. Il a eu lieu le 25 août 1891 à 12 heures à l'occasion de la Salon international de l'électricité de 1891 de Francfort-sur-le-Main,.

## Histoire
Une innovation importante dans la conception de la ligne de transmission était le fait que la tension alternative triphasée de 50-55 V générée par le générateur était portée à 15 kV au moyen d'un transformateur de tension alternative triphasée, puis à 25 kV à titre expérimental, et que l'électricité était ensuite transportée via une ligne alimentée par cette tension sur une distance de 175 km jusqu'à Francfort-sur-le-Main. À Francfort, la tension a été réduite à 100 V par un autre transformateur et utilisée pour alimenter plus de 1 000 ampoules à l'Exposition électrotechnique internationale,. La ligne a également été utilisée pour alimenter un moteur synchrone à courant alternatif de 74 kW et 65 V. Ce moteur alimentait la pompe à eau de la cascade artificielle du parc des expositions.
Les équipements de production, de conversion et d'utilisation de l'électricité ont été construits par des employés d'AEG et de Maschinenfabrik Oerlikon sous la direction d'Oskar von Miller et de Mikhaïl Dolivo-Dobrovolski,. Les transformateurs, le générateur et les isolateurs à huile ont été construits par Charles Brown. Les isolateurs ont été fabriqués par l'aciérie Margarethenhütte de Großdubrau.